# The Darker Instinct
The Darker Instinct är ett musikalbum av Takida från 2009.  Den 11 september 2009 gick albumet direkt in och högst upp i topp på den svenska albumlistan.

## Låtlista
1. "Get Me Started" 3:52
2. "As You Die" 3:31
3. "End Is Near" 3:32
4. "Never Alone Always Alone" 4:05
5. "The Things We Owe" 3:43
6. "Deadlock" 3:27
7. "Walk on By" 4:16
8. "Caroline" 3:21
9. "Hours" 4:11
10. "Between the Lines" 3:50
11. "Tonight" 3:43
12. "Trigger" 4:02
13. "Too Late" 4:22

### Listplaceringar
| Lista (2009-2010) | Topplacering |
| ----------------- | ------------ |
| Sverige           | 1            |

### Fotnoter
1. ↑  ”Svensk mediedatabas”. http://smdb.kb.se/catalog/id/002547658. Läst 31 mars 2011.
2. ↑  ”Svensk mediedatabas”. http://smdb.kb.se/catalog/id/002669045. Läst 31 mars 2011.
3. ↑  Listplacering Arkiverad 12 augusti 2010 hämtat från the Wayback Machine.